# 호아오 로드리게스
호아오 레안드로 로드리게스 곤살레스(Joao Leandro Rodríguez González, 1996년 5월 19일 ~ )는 콜롬비아의 축구 선수이다. 현재 아르헨티나 프리메라 디비시온의 센트랄 코르도바 소속이다.